# Novossibirsk
|  | Per a altres significats, vegeu «Óblast de Novossibirsk». |

La ciutat de Novossibirsk (rus: Новосиби́рск) és la tercera major aglomeració de Rússia, després de Moscou i Sant Petersburg. Novossibirsk es va fundar el 1893 com el futur lloc on construir-hi el pont del Transsiberià que havia de travessar el riu Obi. De 1893 fins a 1925 es digué Novonikolàievsk (Новоникола́евск), en honor del tsar Nicolau II.

## Geografia

Estàtua de Vladímir Lenin a Novossibirsk

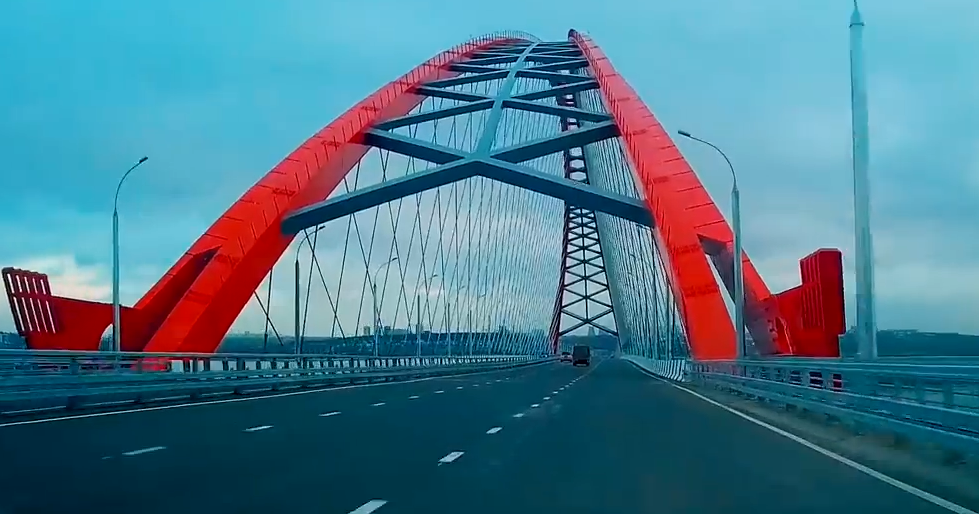
Pont Bugrinsky al riu Ob

Novossibirsk és al sud-oest del districte federal de Sibèria, del qual és la capital. La ciutat s'estén damunt els dos costats del riu Obi, que ve de l'Altai, dins la planura de l'oest de Sibèria. És el centre administratiu de l'óblast de Novossibirsk.
Les indústries principals són la metal·lúrgia i la fabricació de maquinària. A més a més, l'important tràfic de mercaderies entre l'est i l'oest per la línia del Transsiberià, que arriba fins a la Xina, fa que sigui un nus de transport, de logística i de negoci important. La ciutat té una de les millors universitats del país, molts instituts i centres de recerca científica (situats principalment a Akademgorodok, un barri a 30 km del centre). La vida cultural hi està molt present, principalment amb la companyia d'òpera, el cos de ballet, les arts plàstiques i l'artesania siberiana.

### Traçat urbà
El traçat de la ciutat moderna es basa en la planificació del període post-revolució. Abans de 1917, a Novonikolàievsk no hi havia cap centre de la ciutat tradicional. Els principals edificis de la direcció del ferrocarril i la pròxima estació del ferrocarril així com la catedral més important i el conjunt del govern de la ciutat es van estendre per tota la ciutat. Això va canviar després de la revolució, amb la casa de Lenin construïda el 1925 a la que tradicionalment era l'avinguda principal, Krasny Prospekt, mentre que el primer monument a Lenin es va construir al carrer Barnaulskaya, més a prop de l'estació de ferrocarril. I així, fins a finals de la dècada de 1920, Novossibirsk no tenia un centre de la ciutat clarament definit. La dècada de 1930 va comportar molts canvis en el desenvolupament de la ciutat: la seva antiga Bazarnaya Ploschad (plaça del Mercat) va ser escollida com a lloc per a la construcció de l'Òpera que va començar el 1931. El Parc de Cultura i Repòs de Stalin es va establir a una certa distància de l'avinguda principal i els edificis administratius i el parc de la ciutat van crear un radial al voltant del Bazarnaya Ploschad.

### Ubicació
La ciutat es troba a la vora del riu Obi a la plana de Sibèria Occidental. Al sud de la ciutat es troba l'altiplà de Priobskoye. Les ciutats principals més properes són Barnaül, Krasnoiarsk, Omsk i Astanà.

### Clima
El clima és marcadament continental, amb hiverns freds (de -18 a -20 °C, però es pot arribar a -40 °C) i amb moltes nevades, i estius temperats (de 17 a 20 °C) i relativament secs. La diferència entre la temperatura mínima registrada i la màxima és de 88 °C.
Els viatgers que venen de països amb climes suaus poden trobar l'hivern de Novossibirsk extremadament fred, però és molt menys greu que més a l'est de Sibèria i l'Extrem Orient Rus, sobretot tenint en compte la seva latitud de 55°N. Per exemple, a Novossibirsk fa menys fred durant les nits d'hivern que a Spassk-Dalni a onze graus de latitud inferior. També fa menys fred a l'hivern que la ciutat més gran de l'extrem oriental de Khabàrovsk i durant les nits fins i tot la ciutat costanera del Pacífic de Sovétskaia Gàvan, totes dues per sota dels 49°N. De vegades, el fred dur pot durar alguns dies, però temperatures de –40 °C i inferiors no es produeixen cada any.
| Dades climàtiques a Novossibirsk (1981-2010)                         | Dades climàtiques a Novossibirsk (1981-2010) | Dades climàtiques a Novossibirsk (1981-2010) | Dades climàtiques a Novossibirsk (1981-2010) | Dades climàtiques a Novossibirsk (1981-2010) | Dades climàtiques a Novossibirsk (1981-2010) | Dades climàtiques a Novossibirsk (1981-2010) | Dades climàtiques a Novossibirsk (1981-2010) | Dades climàtiques a Novossibirsk (1981-2010) | Dades climàtiques a Novossibirsk (1981-2010) | Dades climàtiques a Novossibirsk (1981-2010) | Dades climàtiques a Novossibirsk (1981-2010) | Dades climàtiques a Novossibirsk (1981-2010) | Dades climàtiques a Novossibirsk (1981-2010) |
| Mes                                                                  | gen                                          | febr                                         | març                                         | abr                                          | maig                                         | juny                                         | jul                                          | ag                                           | set                                          | oct                                          | nov                                          | des                                          | anual                                        |
| -------------------------------------------------------------------- | -------------------------------------------- | -------------------------------------------- | -------------------------------------------- | -------------------------------------------- | -------------------------------------------- | -------------------------------------------- | -------------------------------------------- | -------------------------------------------- | -------------------------------------------- | -------------------------------------------- | -------------------------------------------- | -------------------------------------------- | -------------------------------------------- |
| Màxima rècord °C (°F)                                                | 4.1 (39.4)                                   | 5.5 (41.9)                                   | 14.4 (57.9)                                  | 30.7 (87.3)                                  | 36.1 (97)                                    | 36.6 (97.9)                                  | 36.4 (97.5)                                  | 35.7 (96.3)                                  | 33.2 (91.8)                                  | 27.2 (81)                                    | 11.5 (52.7)                                  | 4.8 (40.6)                                   | 36.6 (97.9)                                  |
| Màxima mitjana °C (°F)                                               | −12.1 (10.2)                                 | −9.7 (14.5)                                  | −1.9 (28.6)                                  | 8.1 (46.6)                                   | 18.8 (65.8)                                  | 23.4 (74.1)                                  | 25.4 (77.7)                                  | 22.8 (73)                                    | 16.0 (60.8)                                  | 7.6 (45.7)                                   | –3.5                                         | −9.9 (14.2)                                  | 7.1 (44.8)                                   |
| Mitjana diària °C (°F)                                               | −16.5 (2.3)                                  | −14.8 (5.4)                                  | −7.6 (18.3)                                  | 2.3 (36.1)                                   | 11.8 (53.2)                                  | 17.1 (62.8)                                  | 19.4 (66.9)                                  | 16.6 (61.9)                                  | 10.2 (50.4)                                  | 3.1 (37.6)                                   | −6.9 (19.6)                                  | −14.0 (6.8)                                  | 1.7 (35.1)                                   |
| Mínima mitjana °C (°F)                                               | −20.9 (−5.6)                                 | −19.5 (−3.1)                                 | −12.8 (9)                                    | −2.4 (27.7)                                  | 5.6 (42.1)                                   | 11.2 (52.2)                                  | 13.8 (56.8)                                  | 11.2 (52.2)                                  | 5.6 (42.1)                                   | −0.4 (31.3)                                  | −10.3 (13.5)                                 | −18.3 (−0.9)                                 | –3.1 (26,44)                                 |
| Mínima rècord °C (°F)                                                | −46.2 (−51.2)                                | −46.3 (−51.3)                                | −36.4 (−33.5)                                | −29.1 (−20.4)                                | −8.6 (16.5)                                  | −2.0 (28.4)                                  | 1.5 (34.7)                                   | 0.0 (32)                                     | −6.9 (19.6)                                  | −26.4 (−15.5)                                | −40 (−40)                                    | −45.7 (−50.3)                                | −46.3 (−51.3)                                |
| Precipitació mitjana mm (polzades)                                   | 26 (1.02)                                    | 15 (0.59)                                    | 17 (0.67)                                    | 28 (1.1)                                     | 34 (1.34)                                    | 50 (1.97)                                    | 72 (2.83)                                    | 49 (1.93)                                    | 42 (1.65)                                    | 46 (1.81)                                    | 38 (1.5)                                     | 31 (1.22)                                    | 448 (17.64)                                  |
| Neu mitjana cm (polzades)                                            | 34 (13.4)                                    | 40 (15.7)                                    | 43 (16.9)                                    | 20 (7.9)                                     | 4 (1.6)                                      | 0 (0)                                        | 0 (0)                                        | 0 (0)                                        | 4 (1.6)                                      | 6 (2.4)                                      | 10 (3.9)                                     | 24 (9.4)                                     | 185 (72.8)                                   |
| Mitjana de dies de precipitació                                      | 6                                            | 5                                            | 5                                            | 6                                            | 8                                            | 7                                            | 8                                            | 9                                            | 8                                            | 9                                            | 8                                            | 6                                            | 85                                           |
| Humitat relativa mitjana (%)                                         | 82                                           | 81                                           | 77                                           | 65                                           | 58                                           | 66                                           | 73                                           | 75                                           | 75                                           | 78                                           | 83                                           | 83                                           | 75                                           |
| Font #1: Pogoda.ru.net                                               |                                              |                                              |                                              |                                              |                                              |                                              |                                              |                                              |                                              |                                              |                                              |                                              |                                              |
| Font #2: World Meteorological Organization (precipitation days only) |                                              |                                              |                                              |                                              |                                              |                                              |                                              |                                              |                                              |                                              |                                              |                                              |                                              |

## Urbanisme
Els dos monuments més destacats són l'estació del Transsiberià i l'Òpera, que, amb un aforament de prop de 1.800 places, és la més gran de Rússia, i marca el centre urbà vora la Krasni Prospekt (Avinguda Roja), l'artèria principal de la ciutat.
Compta amb un servei de dues línies de metro, de les quals una travessa l'Obi per un pont cobert. Novossibirsk és la tercera ciutat de Rússia (després de Moscou i Sant Petersburg) que va tenir servei de metro (es va inaugurar el 1985). A la ciutat hi ha l'aeroport de Tolmatxevo, amb vols regulars cap a Europa i Àsia i altres ciutats russes. A Tolmatxevo hi ha la central de Siberia Airlines, també coneguda com a Sibir.

## Història
Novossibirsk es va fundar al costat dret de l'Obi, prop d'una zona habitada tradicionalment pels tàrtars de xat (Chertovo gorodishche|ru|Чёртово городище (Новосибирск)). La ciutat russa es va crear el 30 d'abril de 1893 al futur emplaçament d'un pont del Ferrocarril Transiberià que travessa el gran riu siberià, l’Obi, i el 1895 es va conèixer com a Novonikolàievsk (Новоникола́евск) o Novo-Nikolàievsk (Но́во-Никола́евск), en honor tant a Sant Nicolau com al nou tsar regnant, Nicolau II. Va substituir el poble de Bolxoie Krivoshchyokovo, situat al costat oposat de l'Obi, que va ser fundat el 1696 i va ser reubicat el 1893 a causa de la construcció del pont ferroviari de Novossibirsk. El pont, acabat a la primavera de 1897, va convertir el nou assentament en un centre de transport regional. La importància de la ciutat va augmentar encara més amb la finalització del ferrocarril Turkestán-Sibèria a principis del segle xx. El nou ferrocarril connectava Novonikolàievsk directament amb l'Àsia central i la mar Càspia.
En el moment de l'obertura del pont, Novonikolàievsk tenia 7.800 habitants. L'assentament es va desenvolupar ràpidament. El seu primer banc es va obrir l'any 1906 i un total de cinc bancs estaven operant el 1915. El 1907, Novonikolàievsk, ara amb una població que supera els 47.000 habitants, va rebre l'estatus de ciutat amb plens drets per a l'autogovern. Durant el període pre-revolucionari, la població de Novonikolàievsk va arribar als 80.000 habitants. La ciutat va tenir un creixement econòmic constant i ràpid, convertint-se en un dels centres comercials i industrials més grans de Sibèria. Va desenvolupar una important indústria de processament agrícola, així com una central elèctrica, foneria de ferro, mercat de productes bàsics, diversos bancs i companyies comercials i navilieres. El 1917, la ciutat tenia set esglésies ortodoxes i una Església Catòlica Romana, juntament amb diversos cinemes, quaranta escoles primàries, una escola secundària, un seminari d'ensenyament i l’escola secundària no clàssica de la Casa Romanov. El 1913, Novonikolàievsk es va convertir en un dels primers llocs de Rússia a instituir l'educació primària obligatòria.
La Guerra Civil russa de 1917-1923 va afectar la ciutat. Les epidèmies de guerra, especialment el tifus i el còlera, van cobrar milers de vides. En el transcurs de la guerra, el pont del riu Obi va ser destruït. Per primera vegada en la història de la ciutat, la població de Novonikolàievsk va començar a disminuir. Els diputats obrers i soldats soviètics de Novonikolàievsk van prendre el control de la ciutat el desembre de 1917. El maig de 1918, la Legió txecoslovaca es va oposar al govern revolucionari i, juntament amb la Guàrdia Blanca, va capturar Novonikolàievsk (26 de maig de 1918). L'Exèrcit Roig va prendre la ciutat el 1919, conservant-la durant la resta de la Guerra Civil.
Novonikolàievsk va començar la reconstrucció el 1921 a l'inici del període de la Nova Política Econòmica de Lenin (1921-1928). La ciutat va formar part de la gubèrnia de Tomsk i va servir com a centre administratiu del 23 de desembre de 1919 al 14 de març de 1920. Entre el 13 de juny de 1921 i el 25 de maig de 1925, va servir com a centre administratiu de la gubèrnia de Novonikolàievsk, que es va separar de la de Tomsk. La ciutat va rebre el seu nom actual el 12 de setembre de 1926, - Novossibirsk, que, en llengua russa, es tradueix aproximadament com "[ciutat] nova siberiana".
Després que la Unió Soviètica va abolir les gubèrnies el 1929, la ciutat va servir com a centre administratiu del Krai de Sibèria fins al 23 de juliol de 1930, i del Krai de Sibèria Occidental fins al 28 de setembre de 1937, quan aquest Krai es va dividir en Óblast de Novossibirsk i Krai de l'Altai. Des de llavors, ha servit com a centre administratiu de l'oblast de Novossibirsk.

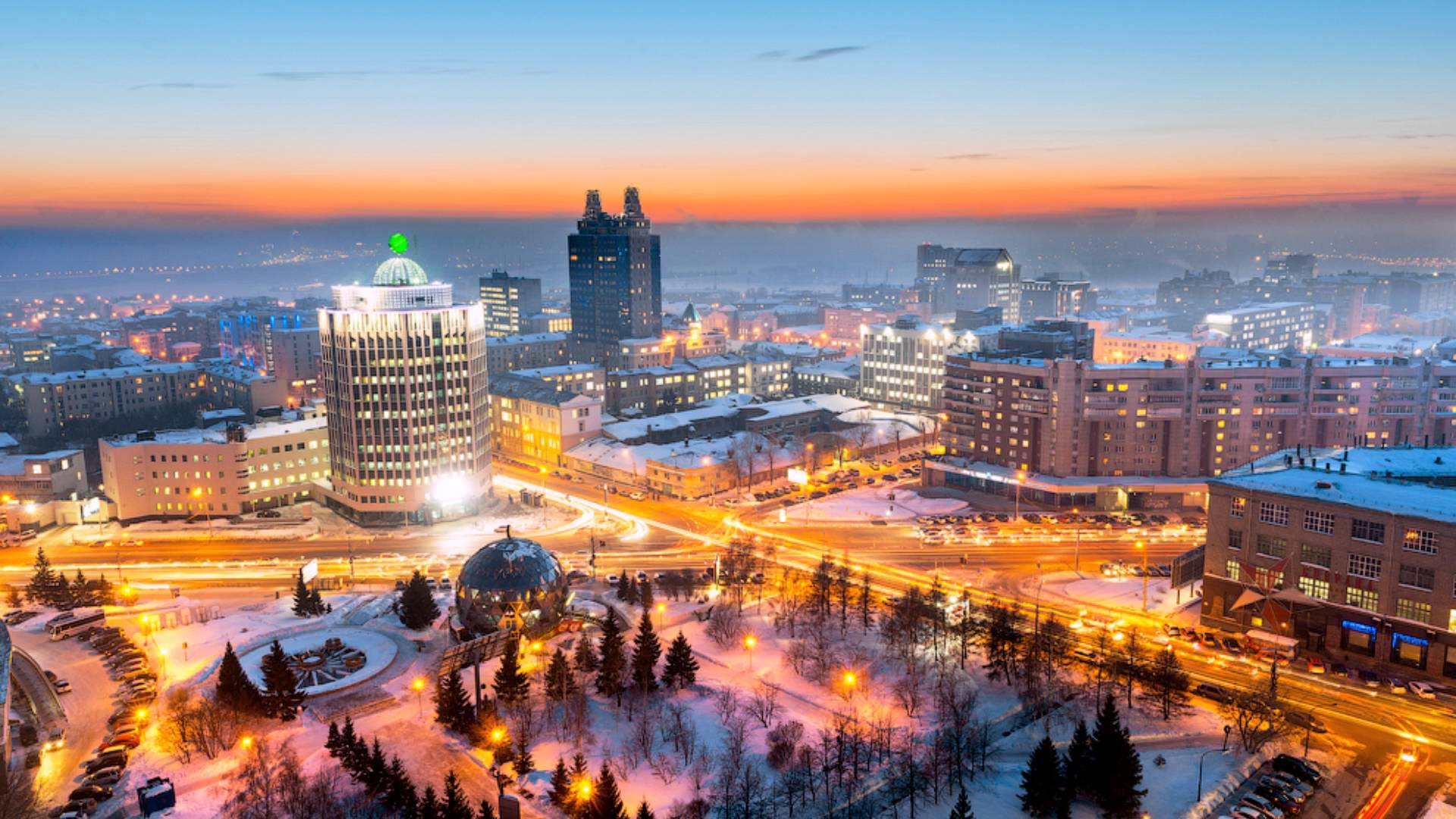
Vista de la part de la plaça de les Brigades d'Estudiants i la intersecció de l'autopista Oktyabrskaya, el carrer Serebrennikovskaya i el carrer Oktyabrskaya, tal com es va veure el 2017. A l'angle inferior esquerre, es veu la part de l'edifici del Teatre Globus de Novossibirsk. Al centre de la imatge, podeu veure l'edifici del carrer Kommunisticheskaya 50, conegut popularment com "Batman" i "Plug".

El Monument als Herois de la Revolució, erigit al centre de la ciutat el 1922, es va convertir en un dels principals llocs històrics (essencialment, tots els nens havien de visitar el monument en excursions escolars durant els anys soviètics). La negligència a la dècada de 1990 mentre es reurbanitzaven altres zones va ajudar a preservar-la en l'era postsoviètica.
Durant l'esforç d'industrialització de Stalin, Novossibirsk es va assegurar el seu lloc com un dels centres industrials més grans de Sibèria. Es van desenvolupar diverses instal·lacions industrials massives, inclosa la planta 'Sibkombain', especialitzada en la producció d'equips de mineria pesada. A més, es va construir una planta de processament de metalls, una planta de processament d'aliments i altres empreses i fàbriques industrials, així com una nova central elèctrica. La gran fam soviètica de 1932–33 va provocar que més de 170.000 refugiats rurals busquessin menjar i seguretat a Novossibirsk. Van ser instal·lats en barracons als afores de la ciutat, donant lloc als barris marginals. El seu ràpid creixement i industrialització van fer que Novossibirsk fos sobrenomenat el "Chicago de Sibèria".
L'any 1934 es van establir vies de tramvia, moment en què la població havia arribat als 287.000 habitants, convertint Novossibirsk en la ciutat més gran de Sibèria. L'any següent el pont de carretera original sobre el riu Obi va ser substituït pel nou pont Kommunalni.
Entre 1941 i 1942 els soviètics van instal·lar i van traslladar més de 50 fàbriques importants de l'oest de Rússia a Novossibirsk per tal de reduir el risc de la seva destrucció per la guerra, i en aquest moment la ciutat es va convertir en una important base de subministrament per a l'Exèrcit Roig. Durant aquest període la ciutat també va rebre més de 140.000 refugiats.
El ràpid creixement de la ciutat va provocar la construcció durant la dècada de 1950 d'una central hidroelèctrica amb una capacitat de 400 megawatts, que va necessitar la creació d'un dipòsit d'aigua gegant, ara conegut com el mar d'Obi. Com a conseqüència directa de la construcció de l'estació, es van inundar grans extensions de terra fèrtil, així com pinedes relíquies de la zona; a més, el nou espai obert creat per la superfície de l'embassament va provocar que les velocitats mitjanes del vent es doblessin, augmentant la taxa d'erosió del sòl.
A la dècada de 1950, el govern soviètic va dirigir la construcció d'un centre d'investigació científica a Novossibirsk, i el 1957 es va construir el complex d'investigació científica de diverses instal·lacions d'Akademgorodok uns 30 km al sud del centre de la ciutat. La Divisió de Sibèria de l'Acadèmia de Ciències de Rússia (antiga Acadèmia de Ciències de la Unió Soviètica) té la seva seu a Akademgorodok, i la ciutat acull més de 35 instituts de recerca i universitats, entre elles la Universitat Estatal de Novossibirsk, una de les millors escoles russes en ciències naturals i matemàtiques. Tot i que té una infraestructura totalment autònoma, Akademgorodok està administrat per Novossibirsk.
El 2 de setembre de 1962, la població de Novossibirsk va arribar al milió d'habitants. En aquella època, era la ciutat més jove del món amb una població superior al milió d'habitants. Novossibirsk va trigar menys de setanta anys a assolir aquesta fita. El 8 de juny de 1965, la ciutat va ser l'escenari d'una dramàtica acrobàcia aèria quan el tinent Valentin Privalov va fer volar el seu MiG-17 sota el pont d'octubre; més tard es va trobar que una imatge que suposadament mostrava l'esdeveniment era un fotocollage. L'any 1979 es va començar a treballar en el sistema de trànsit del metro de Novossibirsk, que va culminar amb l'obertura de la primera línia el 1985.
L'1 d'agost de 2008, Novossibirsk es trobava al centre de la trajectòria d'un eclipsi solar, amb una durada de 2 minuts i 20 segons.

## Demografia
Segons el Servei Federal d'Estadística de l'Estat, el gener de 2021 va arribar el nombre de residents 1.620.162. Es tracta d'un augment en comparació amb el cens de 2010, quan hi havia 1.473.754 habitants.
Persones de més de vuitanta ètnies i nacionalitats resideixen a Novossibirsk. Els grups més nombrosos són el rus, l’ucraïnès, l’uzbek, el tàrtar, l’alemany i el tadjik.
| 1996      | 1998      | 2009      | 2010       | 2011      | 2012      | 2013      | 2014      | 2015      | 2016      | 2017      | 2018      | 2019      | 2020      | 2021      | 1r gener 2024 | 1r gener 2025 |
| 1.367.700 | 1.400.000 | 1.397.191 | 14.091.307 | 1.475.136 | 1.498.921 | 1.523.801 | 1.547.910 | 1.567.087 | 1.584.138 | 1.602.915 | 1.612.833 | 1.618.039 | 1.625.631 | 1.633.595 | 1.633.851     | 1.637.266     |

## Economia

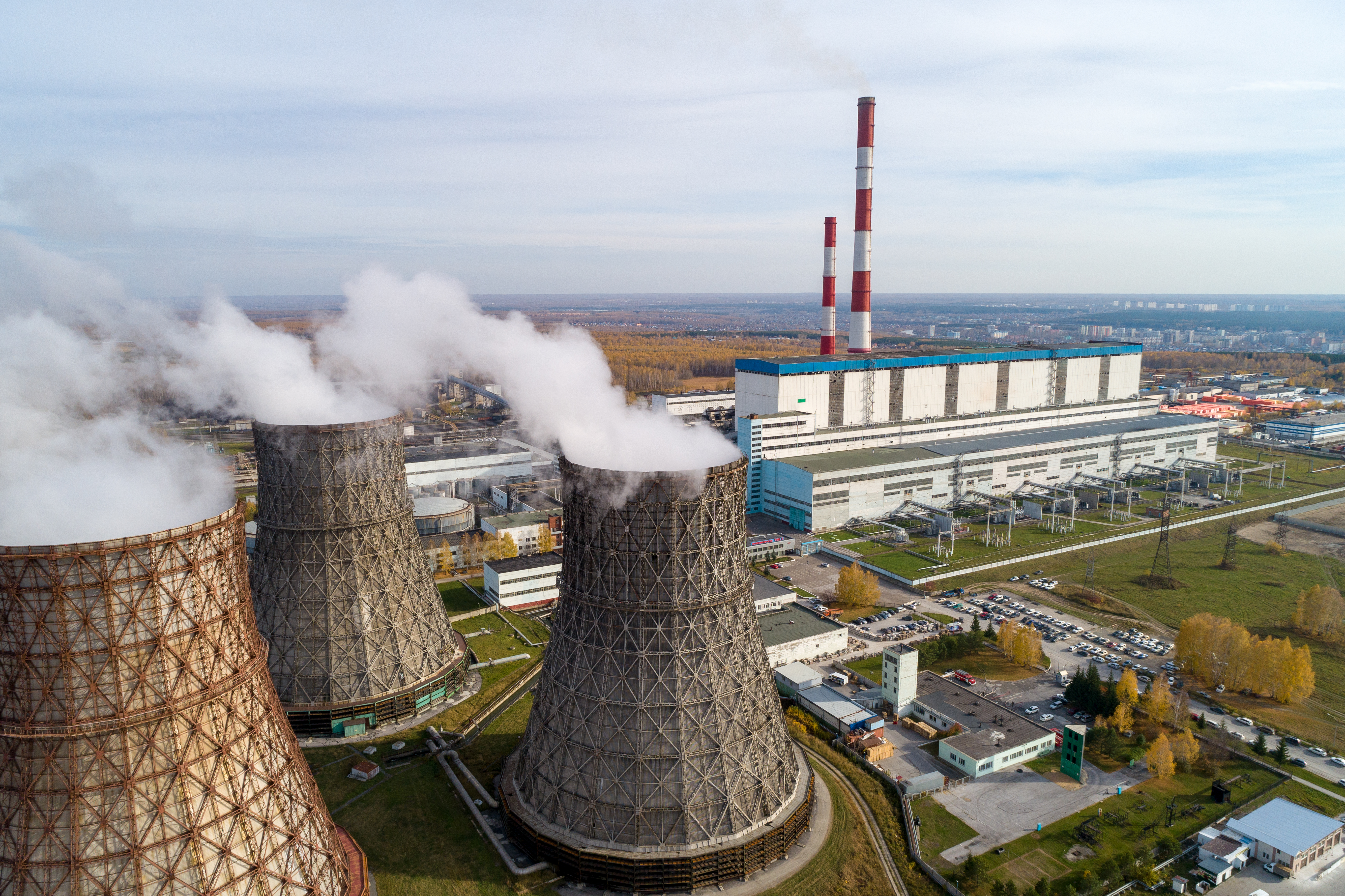
Estació de cogeneració de Novossibirsk-5

Novossibirsk és un gran centre industrial. El complex industrial consta de 214 empreses industrials grans i mitjanes. Aquests produeixen més de dos terços de tota la producció industrial de la regió de Novossibirsk. Les indústries líders són l'aeroespacial (planta d'avions de Novossibirsk de Chkalov), combustible nuclear (planta de concentrats químics de Novossibirsk), generadors turbo i hidroelèctrics (NPO ELSIB), maquinària tèxtil (Textilmach), maquinària agrícola (NPO "Sibselmash"), components electrònics i producció de dispositius (Novosibirsk Factory and Design Bureau of Semiconductor Devices NZPP, OXID Novosibirsk Plant of Radio components) i metal·lúrgia i treball del metall (Kuzmina's Novosibirsk Metallurgical Plant, Novosibirsk Tin Plant OJSC i JSC Plant of Rare Metals).
Novossibirsk és la seu de la Transmissió per microones d'ona curta més potent de Rússia a l'est de les muntanyes Urals. Aquesta estació de relé pot arribar a la major part del sud d’Àsia, l'Orient Mitjà i la Xina. Les estacions de retransmissió de Magadan i Vladivostok, quan s'utilitzen conjuntament amb Novossibirsk, poden garantir que la Veu de Rússia o qualsevol altra emissora de lloguer a Novossibirsk s'escolti a l'àrea d'objectiu prevista.
Segons la cadena de televisió RBC, Novossibirsk va ocupar el tercer lloc l'any 2008 a la llista de les ciutats russes més atractives per a les empreses (el 2007 va ocupar el tretzè lloc).
El detallista multinacional de Rich Family es va fundar a Novossibirsk l'any 2002 i continua mantenint la seva seu a la ciutat. Abans del trasllat de la seva seu a Ob, S7 Airlines tenia la seva central a Novossibirsk.
La seu de diverses grans empreses russes es troba a Novossibirsk:
- Holding RATM
- Planta d'Associació de Producció d'Aeronaus de Novossibirsk (NAPO) (una filial de Sukhoi)
- Belon
- Centre de Tecnologies Financeres
- Siberian Coast Food Company (fins al 2009)
- NETA IT Company (venda al detall, integrador de sistemes, vendes de programari)
- Parallels IT Company (programari per a la virtualització)
- Empresa d'alimentació Inmarko
- Corporació d'Aliments Siberians
- Planta d'electrobuit (la fàbrica d'ampolles de vidre més gran de la part asiàtica del país)
- NPO NIIIP-NZiK
- 2GIS